# Orthonevra pictipennis
Orthonevra pictipennis là một loài ruồi trong họ Ruồi giả ong (Syrphidae). Loài này được Loew mô tả khoa học đầu tiên năm 1863. Orthonevra pictipennis phân bố ở vùng Cổ Bắc giới